# Tiroteio na Universidade Tuskegee
Em 10 de novembro de 2024, uma pessoa foi morta e outras 16 ficaram feridas em um tiroteio na Universidade Tuskegee. Posteriormente, duas pessoas foram presas por estarem em posse de pistolas semiautomáticas com dispositivos de conversão para metralhadoras [en]. O ataque ocorreu na manhã de domingo durante o fim de semana de boas-vindas da universidade.

## Histórico
Vários tiroteios em massa ocorreram em eventos de boas-vindas em todo o país. Em 12 de outubro, uma pessoa foi morta e outras nove ficaram feridas perto do campus da Universidade Estadual do Tennessee, em Nashville, após um jogo de futebol americano de boas-vindas. O tiroteio aconteceu quando a multidão deixava a partida, e dois grupos de pessoas abriram fogo uns contra os outros. Em 19 de outubro, uma mulher de 19 anos foi morta e outras quatro pessoas ficaram feridas no campus da Universidade Estadual de Albany [en], em Albany, Geórgia, durante as comemorações do fim de semana de volta às aulas. No mesmo dia, três pessoas foram mortas e outras oito ficaram feridas em uma trilha próxima a Lexington, Mississippi, durante uma comemoração pós-jogo de futebol americano da Escola de Ensino Médio Central do Condado de Holmes. Em 26 de outubro, tiros foram disparados no campus da Universidade Central da Carolina do Norte [en], em Durham, durante a comemoração de boas-vindas da instituição, causando um bloqueio. Enquanto a polícia vasculhava o campus em busca de ameaças, um tiroteio não relacionado teve início, deixando quatro pessoas feridas.
Em 3 de novembro, durante uma festa de boas-vindas para estudantes da Universidade Estadual de Oklahoma [en], em Stillwater, quatro pessoas ficaram feridas quando pelo menos uma pessoa abriu fogo. Em 9 de novembro, duas pessoas foram mortas e outras duas ficaram feridas perto da Universidade de Louisiana, em Lafayette, logo após um jogo de volta às aulas.

## Tiroteio
O tiroteio ocorreu no final do fim de semana do 100º Homecoming da Universidade Tuskegee, nos apartamentos West Commons, no campus, durante uma festa, por volta das 1h40 de 10 de novembro. Vários homens armados em um Dodge Charger dispararam vários tiros contra as pessoas antes de fugir e continuar a disparar. Um vídeo do tiroteio, posteriormente postado nas mídias sociais, mostra as pessoas se abrigando em um estacionamento enquanto os tiros eram ouvidos. Uma testemunha ocular relatou que se arrastou para baixo de seu carro e, em seguida, correu para seu dormitório.
La'Tavion Johnson, um homem de 18 anos não afiliado à universidade, foi morto e outras 16 pessoas ficaram feridas, uma delas em estado grave. Quatro das vítimas sofreram ferimentos não relacionados aos tiros. As vítimas foram transportadas e tratadas no Centro Médico do Leste do Alabama, em Opelika, e no Hospital Batista do Sul, em Montgomery.

## Suspeitos
Dois suspeitos, Jaquez Myrick, de 25 anos, de Montgomery, Alabama, e Jeremiah Williams, foram presos e acusados federalmente de posse de metralhadoras. A polícia os encontrou deixando o local do tiroteio no momento de suas prisões.
Os suspeitos possuíam dispositivos modificados para as armas, conhecidos como interruptores Glock, e Myrick admitiu ter disparado a arma, mas negou ter mirado em alguém.

## Consequências
A universidade cancelou as aulas na segunda-feira, 11 de novembro, e anunciou que conselheiros de luto estariam disponíveis para os alunos. O campus foi fechado após o tiroteio, e alunos e professores precisaram apresentar seus documentos de identidade para acessar o local. Além disso, a universidade demitiu o chefe de segurança do campus e designou um novo chefe de segurança para conduzir uma análise do ocorrido.
O funeral de Johnson foi realizado em 23 de novembro.

## Respostas
O chefe de polícia de Tuskegee, Patrick Mardis, afirmou que “alguns idiotas começaram a atirar”.
Os pais de La'Tavion Johnson processaram a Universidade Tuskegee, Myrick, o ex-chefe de segurança e outras partes envolvidas.